# 1189
| 1189               |
| ------------------ |
| Dødsfald - Fødsler |
|                    |

| Gregoriansk kalender | 1189 MCLXXXIX           |
| Ab urbe condita      | 1942                    |
| Armensk kalender     | 638 ԹՎ ՈԼԸ              |
| Kinesiske kalender   | 3885 – 3886 戊申 – 己酉 |
| Etiopisk kalender    | 1181 – 1182             |
| Jødisk kalender      | 4949 – 4950             |
| Hindukalendere       |                         |
| - Vikram Samvat      | 1244 – 1245             |
| - Shaka Samvat       | 1111 – 1112             |
| - Kali Yuga          | 4290 – 4291             |
| Iransk kalender      | 567 – 568               |
| Islamisk kalender    | 585 – 586               |

Konge i Danmark: Knud 6. 1182-1202
Se også 1189 (tal)

## Begivenheder
- 1189-1192 – Det 3. korstog
- 20. juli - Richard Løvehjerte indsættes som Hertug af normannerne.
- 3. september - Richard Løvehjerte krones som konge af England i Westminster Abbey

## Dødsfald
- 6. juli - Henrik 2. af England; efterfølges af Richard Løvehjerte